# Nova Express
Lawrence Person este un editor american, care editează fanzinul științifico-fantastic Nova Express, fanzin nominalizat în 1997 la Premiul Hugo.
Mai mulți scriitori de science fiction și critici importanți au apărut în Nova Express, printre care John Clute, Jack Dann, Stephen Dedman, Andy Duncan, Howard V. Hendrix, Fiona Kelleghan, Ken MacLeod, Chris Nakashima-Brown, Mike Resnick, Justina Robson, Brian Stableford, Bruce Sterling, Jeff VanderMeer, Howard Waldrop și Don Webb.
Scriitori care au fost intervievați în Nova Express:
- Stephen Baxter
- James P. Blaylock
- Pat Cadigan
- Bradley Denton
- Paul Di Filippo
- Steve Erickson
- Neil Gaiman
- K. W. Jeter
- John Kessel
- Joe R. Lansdale
- George R. R. Martin
- Pat Murphy
- Tim Powers
- Kim Stanley Robinson
- Pamela Sargent
- William Browning Spencer
- Bruce Sterling
- Sean Stewart
- Howard Waldrop
- Walter Jon Williams
- Gene Wolfe